# Марбл-Хилл — 225-я улица (линия Бродвея и Седьмой авеню, Ай-ар-ти)
|   |   |   |   |   |
| · | · | · | · | · |

|   |   |   |   |   |
| · | · | · | · | · |

«Марбл-Хилл — 225-я улица» (англ. Marble Hill–225th Street) — станция Нью-Йоркского метрополитена, расположенная на линии Бродвея и Седьмой авеню, Ай-ар-ти.  На станции останавливается маршрут 1 (круглосуточно). Она представлена двумя боковыми платформами, обслуживающими два локальных пути (центральный путь не используется для регулярного движения поездов).
Станция была открыта 7 января 1907 года. Есть пересадка на станцию Marble Hill, которая обслуживается пригородными поездами MNRR. Южная оконечность станции граничит с Бродвейским мостом через реку Гарлем.
Станция находится на участке между 215th Street и Van Cortlandt Park — 242nd Street, который был последним продлением линии IRT Broadway — Seventh Avenue Line.
Эта станция — одна из двух станций, административно относящихся к Манхэттену, но расположенных не на самом острове Манхэттен, наряду со станцией Остров Рузвельт.

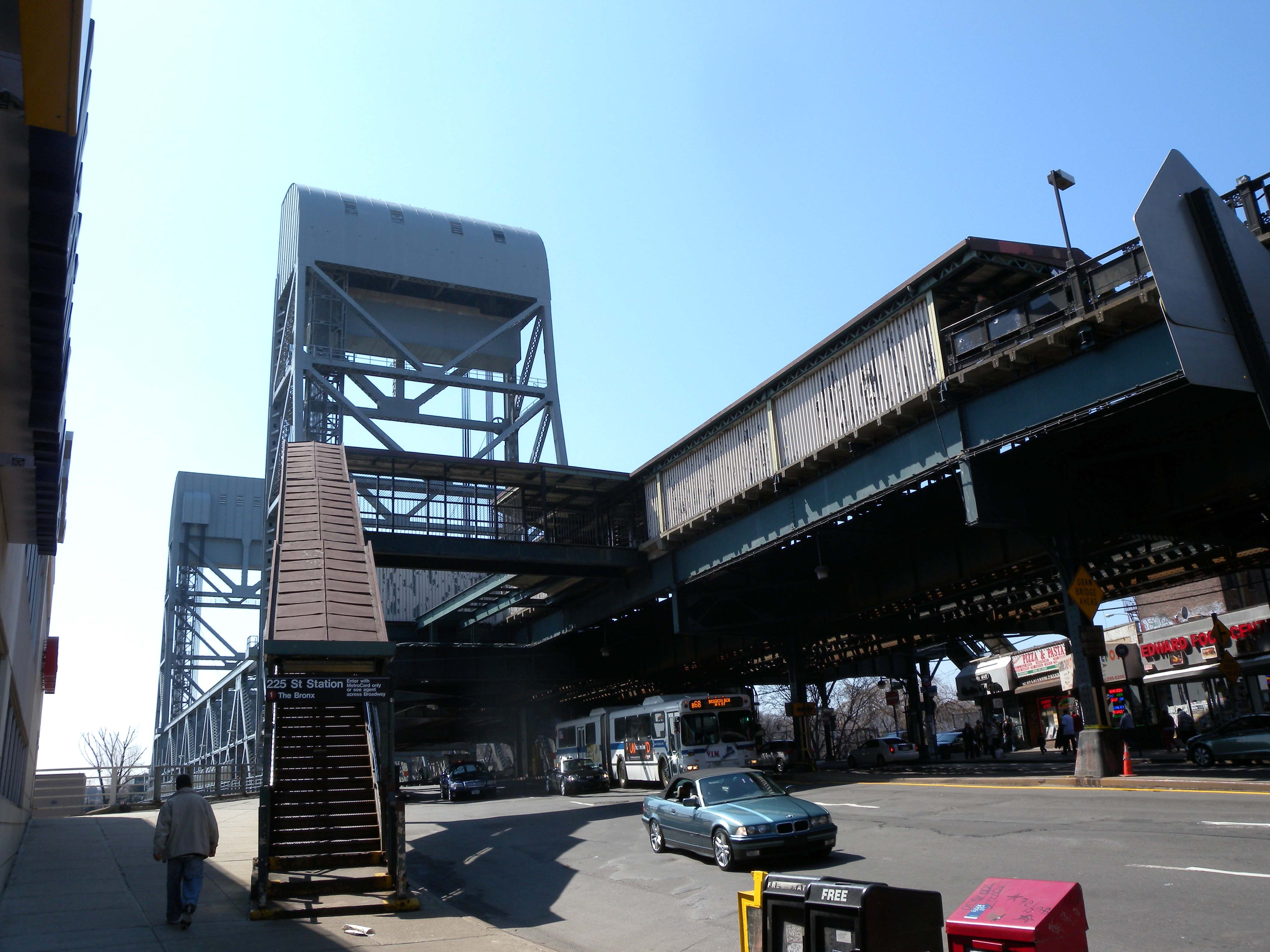
Вид на станцию
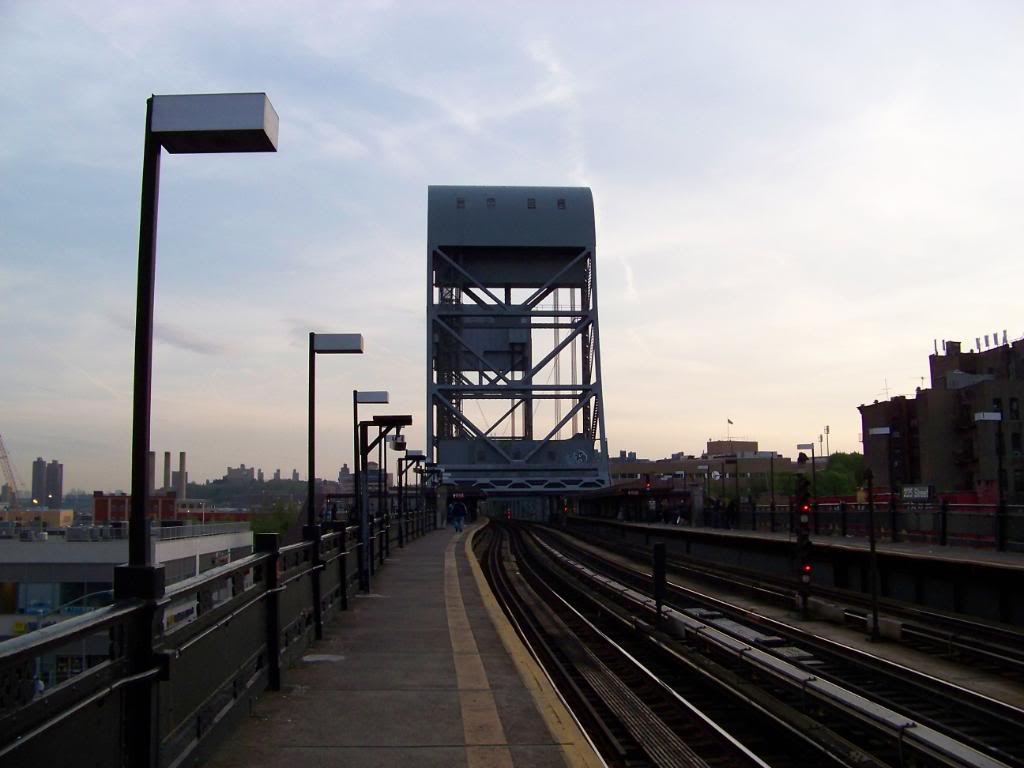
Платформы